# Рубинчик, Валерий Давидович
Вале́рий Дави́дович Руби́нчик (бел. Валерый Давідавіч Рубінчык, 17 апреля 1940, Минск — 2 марта 2011, Москва) — советский, российский и белорусский кинорежиссёр и сценарист. Заслуженный деятель искусств Российской Федерации (1998).

## Биография
Отец — Давид Исаакович Рубинчик — был директором в оркестре Эдди Рознера, затем — главным администратором Русского театра в Минске; мать, Мария Абрамовна, работала инженером. С детства знавший театр и театральную жизнь, Валерий осознано выбрал профессию режиссёра.
Учился в школе № 42 в Минске. Окончил три курса Белорусского театрально-художественного института в Минске (1962). Работал разнорабочим на «Беларусьфильме», затем помощником режиссёра («Пущик едет в Прагу» — 1965, режиссёр Л. Голуб), ассистентом у Владимира Бычкова.
После нескольких попыток в 1962 году поступил на режиссёрский факультет ВГИКа (учитывая предыдущее образование, был принят сразу на второй курс). Окончил ВГИК в 1969 году, мастерская Я. Сегеля. Во ВГИКе имел прозвище Феллинчик.
С 1969 года — режиссёр на студии «Беларусьфильм». После первых снятых фильмов право снимать «Последнее лето детства» получил почти случайно — после безвременной смерти 12 февраля 1974 режиссёра Н. А. Калинина. Стал художественным руководителем «Беларусьфильма».
С 1990 года — на «Мосфильме».
Преподавал во ВГИКе, Институте современного искусства в Москве, в 1993—1995 и 2000—2002 годах руководил режиссёрскими мастерскими на Высших курсах сценаристов и режиссёров, во Всероссийском институте переподготовки и повышения квалификации работников кинематографии. Среди учеников — Диля Курбатова, Вадим Соколовский, Анна Меликян, Наталья Пенькова, Алексей Сидоров, из актёров — Ксения Качалина, Дмитрий Рощин, Елена Корикова.
В 1999 году возглавил мастерскую режиссуры кино и телевидения в Институте современного искусства, с 2004 года — декан факультета режиссуры кино и ТВ там же.
Сам, характеризуя собственный творческий метод, сравнивал свои фильмы с разрозненными листками из записной книжки.

Сожалею о многом. Прежде всего о том, что у меня были большие паузы между фильмами. Объясняю это тем, что слишком долго выбирал тему, сценарий. Жалею, что не снял фильм о своём послевоенном детстве, о любимом Минске. Что мало работал в театре. Порой жалею, что не стал актёром. Во ВГИКе меня знали как способного актёра и поэтому приглашали во все дипломные спектакли актёрского факультета, во все капустники.— Валерий Рубинчик
Скончался 2 марта 2011 года на 71 году жизни после тяжёлой продолжительной болезни.
Похоронен на Востряковском кладбище, уч. 6б.

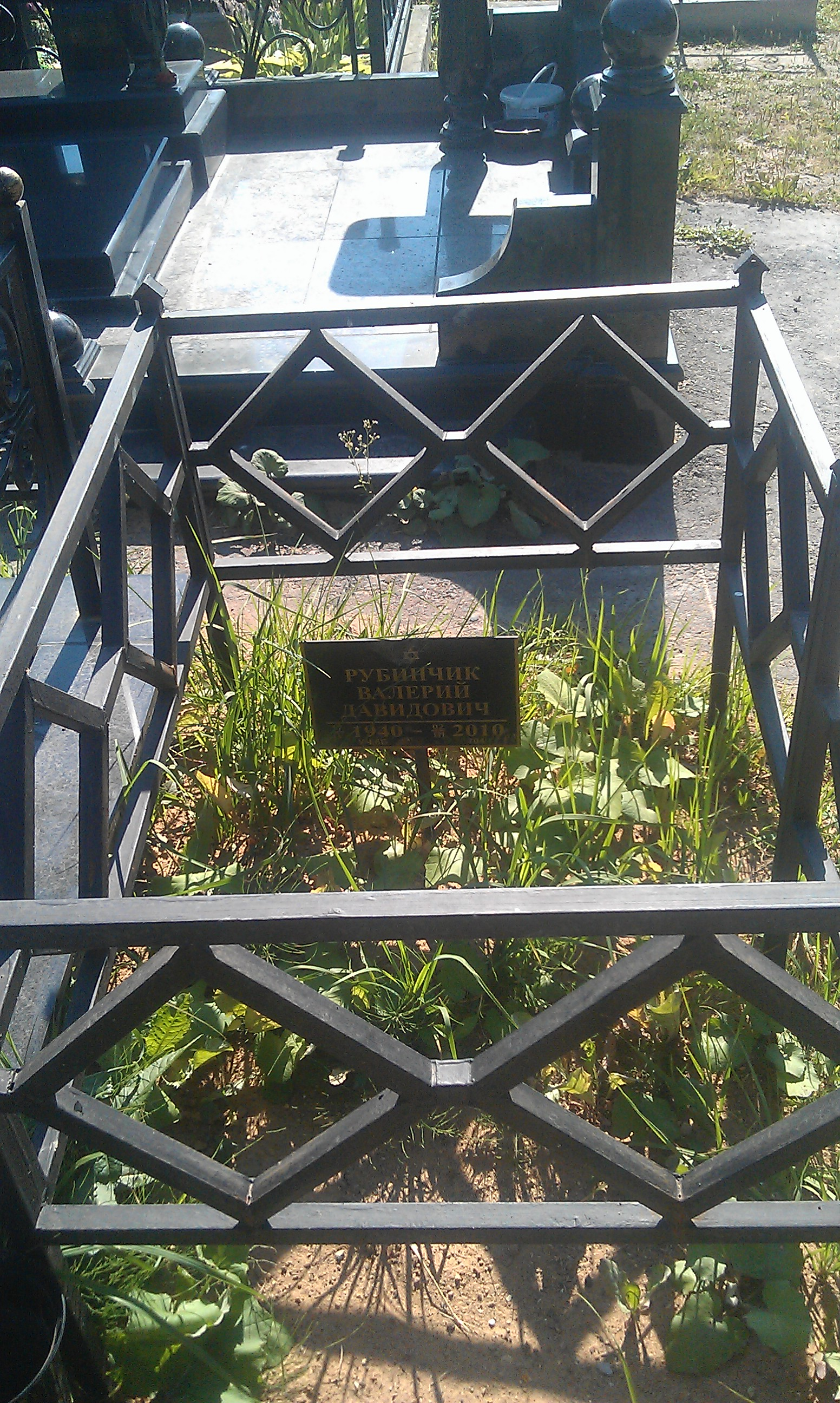
Могила Рубинчика на Востряковском кладбище. 2014

## Личная жизнь
Был женат на актрисе Валентине Шендриковой (1945—2017).
Дочь — Марианна (род. 1974), актриса (снялась в 4 фильмах своего отца: «Пейзаж с тремя купальщицами», «Кино про кино», «Нанкинский пейзаж», «Медвежья охота»).

## Признание и награды
- Заслуженный деятель искусств Российской Федерации (13 октября 1998 года) — за заслуги в области искусства[17]
- Лауреат премии Ленинского комсомола Белоруссии (1978 год)
- Приз жюри на МКФ в Монреале в 1980 году (за фильм «Дикая охота короля Стаха»)
- Премия «Созвездие» (2002)[18]
- Член Гильдии кинорежиссёров России[19]
- Член Академии кинематографических искусств «Ника»[20]

## Память
Документальный фильм «Пространство Валерия Рубинчика» (режиссёр Татьяна Вилькина, Россия, 2007).

## Фильмография

### Режиссёр
- 1965 — Сын
- 1967 — Осенний этюд
- 1967 — Шестое лето
- 1969 — Красный агитатор Трофим Глушков
- 1972 — Могила льва
- 1974 — Последнее лето детства (по трилогии А. Н. Рыбакова)[22]
- 1975 — Гамлет Щигровского уезда
- 1976 — Венок сонетов — приз за лучший фильм для детей и юношества на 10 ВКФ(1977, Рига)
- 1979 — Дикая охота короля Стаха
- 1982 — Культпоход в театр
- 1983 — Комический любовник, или Любовные затеи сэра Джона Фальстафа
- 1987 — Отступник
- 1989 — Комедия о Лисистрате
- 1991 — Нелюбовь
- 1995 — Пейзаж с тремя купальщицами
- 2002 — Кино про кино
- 2006 — Нанкинский пейзаж
- 2007 — Медвежья охота

### Сценарист
- 1975 — Гамлет Щигровского уезда
- 1979 — Дикая охота короля Стаха
- 1983 — Комический любовник, или Любовные затеи сэра Джона Фальстафа
- 1987 — Отступник
- 1989 — Комедия о Лисистрате
- 1995 — Пейзаж с тремя купальщицами

### Актёр
- 1981 — Приключения Тома Сойера и Гекльберри Финна — адвокат
- 1986 — Летние впечатления о планете Z — доктор
- 1992 — Официант с золотым подносом

### Озвучивание
- 1974 — Последнее лето детства (ресторанный певец)